# 105 a.C.
Il 105 a.C. (CV a.C. in numeri romani) è un anno  del II secolo a.C.

## Eventi
- 6 ottobre - Battaglia di Arausio: Cimbri e Teutoni sconfiggono gli eserciti Romani di Quinto Servilio Cepione e di Gneo Mallio Massimo
- Gaio Mario pone fine alla guerra giugurtina

## Nati
- Marco Azio Balbo, politico romano († 51 a.C.)
- Lucio Licinio Murena, politico romano († 22 a.C.)